# طرح جنگل صحرا

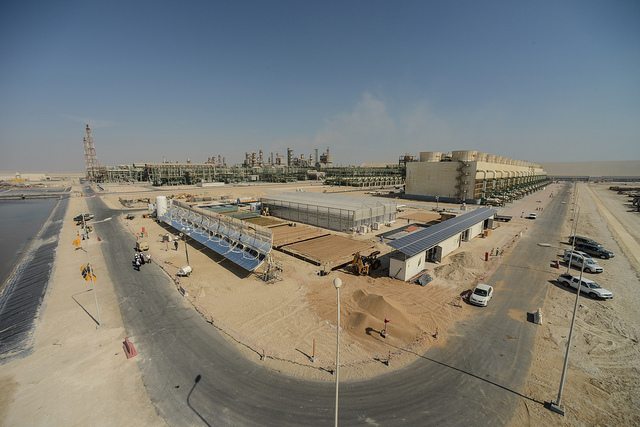
تأسیسات آزمایشی پروژهٔ جنگل صحرا در قطر

طرح صحرا جنگل طرحی ترکیبی است که به منظور تأمین آب شیرین، غذا، انرژی تجدیدپذیر و ایجاد شغل‌های متناسب با محیط زیست در مناطق خشک و غیرقابل‌کشت به شیوه‌ای که به لحاظ اقتصادی سودده باشد انجام می‌شود. این طرح همچنین به منظور سبز کردن مجدد مناطق خالی از سکنه اجرا می‌شود.

## سازمان
«طرح صحرا جنگل» سازمانی است که در چندین کشور در چهارچوب یک شرکت یا بنیاد به فعالیت اشتغال دارد.

## فناوری
«طرح صحرا جنگل» با استفاده از گلخانه‌های سردشده با آب دریا، آن را با فناوری سبز کردن مجدد محیط اطراف گلخانه و انرژی متمرکز خورشیدی (سی‌اس‌پی) ترکیب می‌کند. انرژی متمرکز خورشیدی شکلی از نیروی تجدیدپذیر است که از نور خورشید با استفاده از توربین‌های بخار، الکتریسیته تولید می‌کند. گفته می‌شود که ترکیب این فناوری‌ها منبعی قابل دوام و سودآور را از انرژی، غذا، گیاهان سبز و آب شیرین فراهم می‌کند.
اندازهٔ پروژه باید در حدی باشد که حجم عظیمی از آب دریا به صورت بخار در آید و پروژه باید در محل‌هایی انتخاب شود که به منظور کاستن هرچه بیشتر هزینهٔ تلمبهٔ آب به محل، ارتفاع محل از سطح دریا زیاد نباشد.